# Dzwonnica przy bazylice św. Jakuba i św. Agnieszki w Nysie

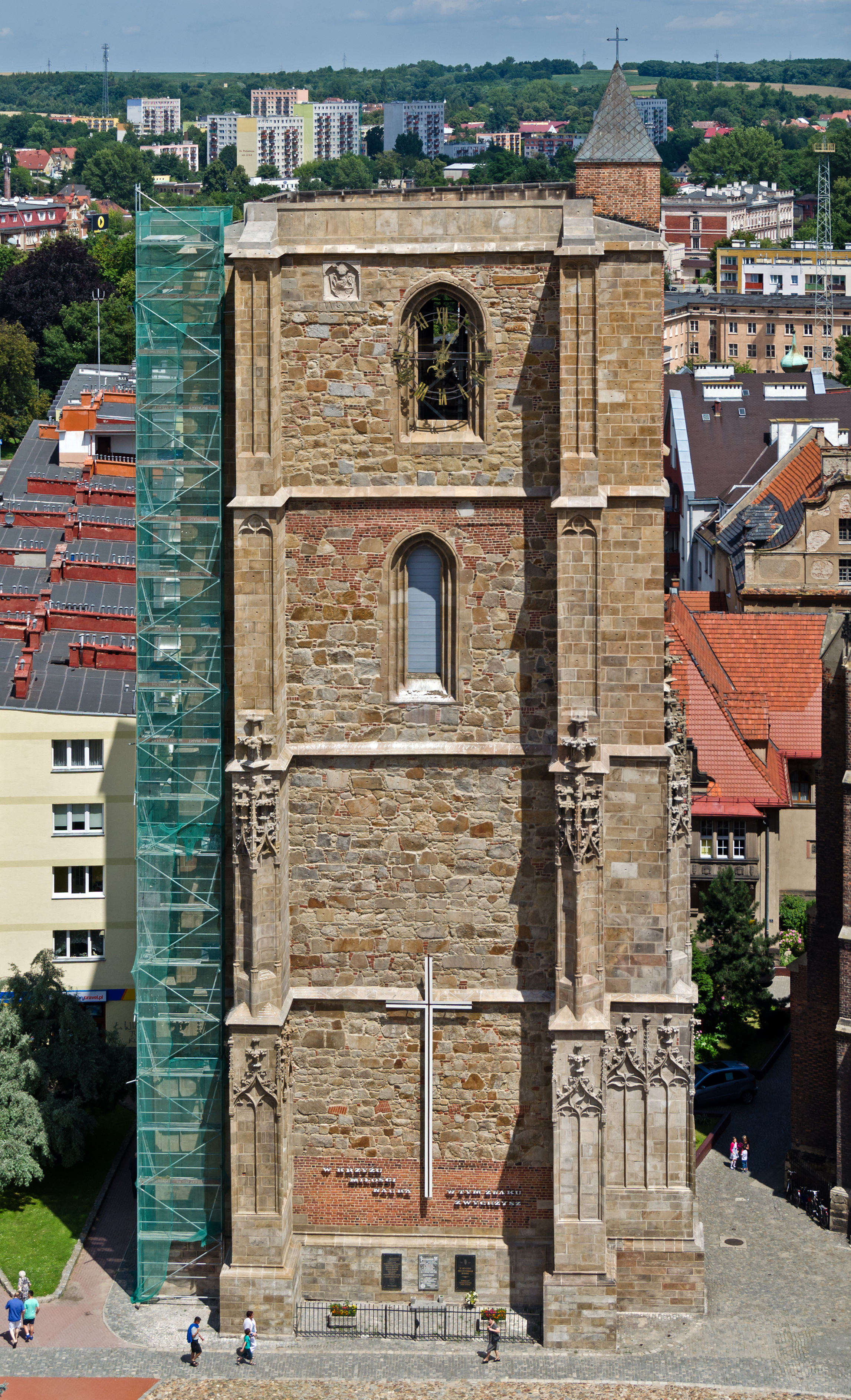
Dzwonnica

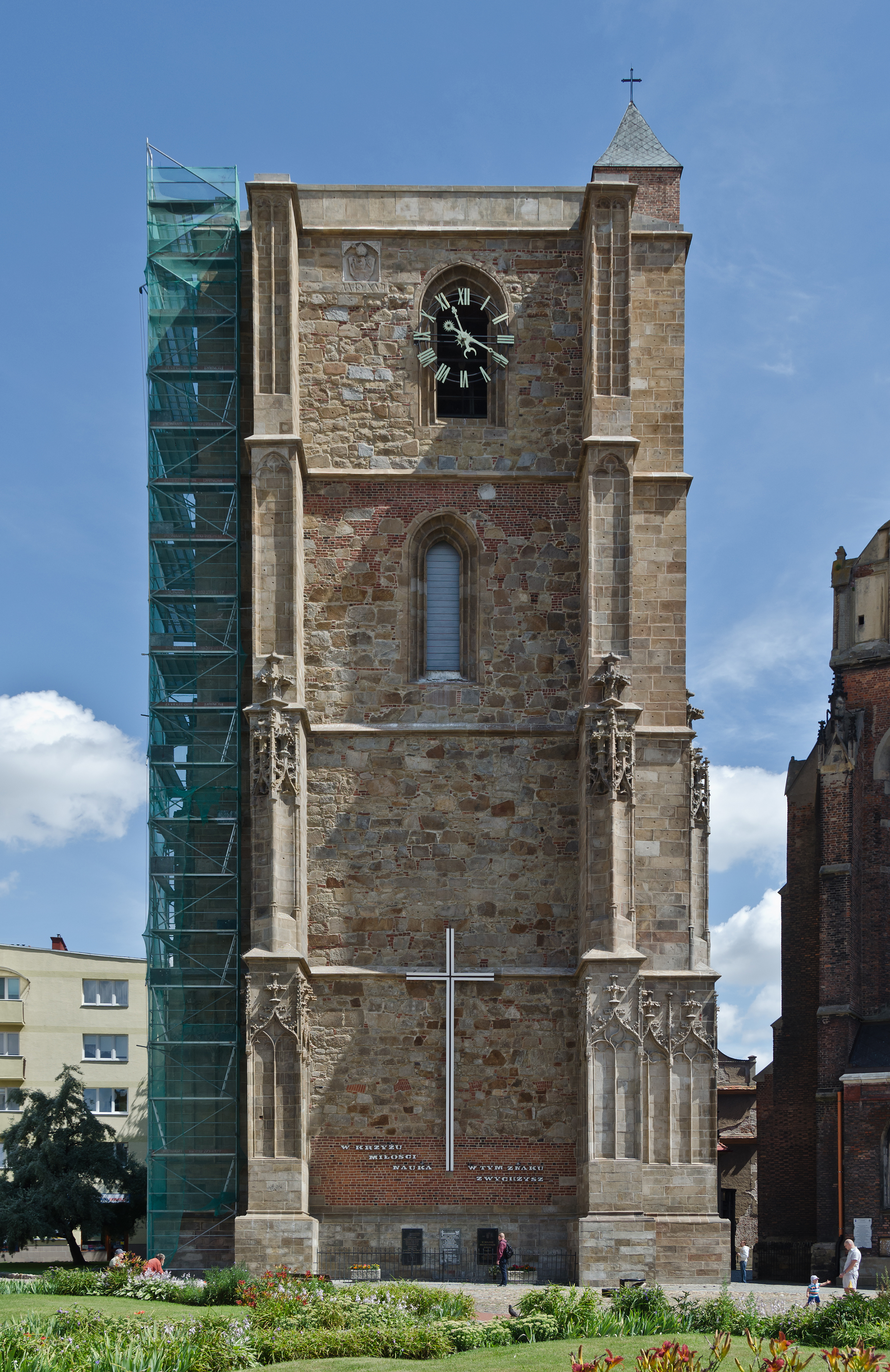
Dzwonnica

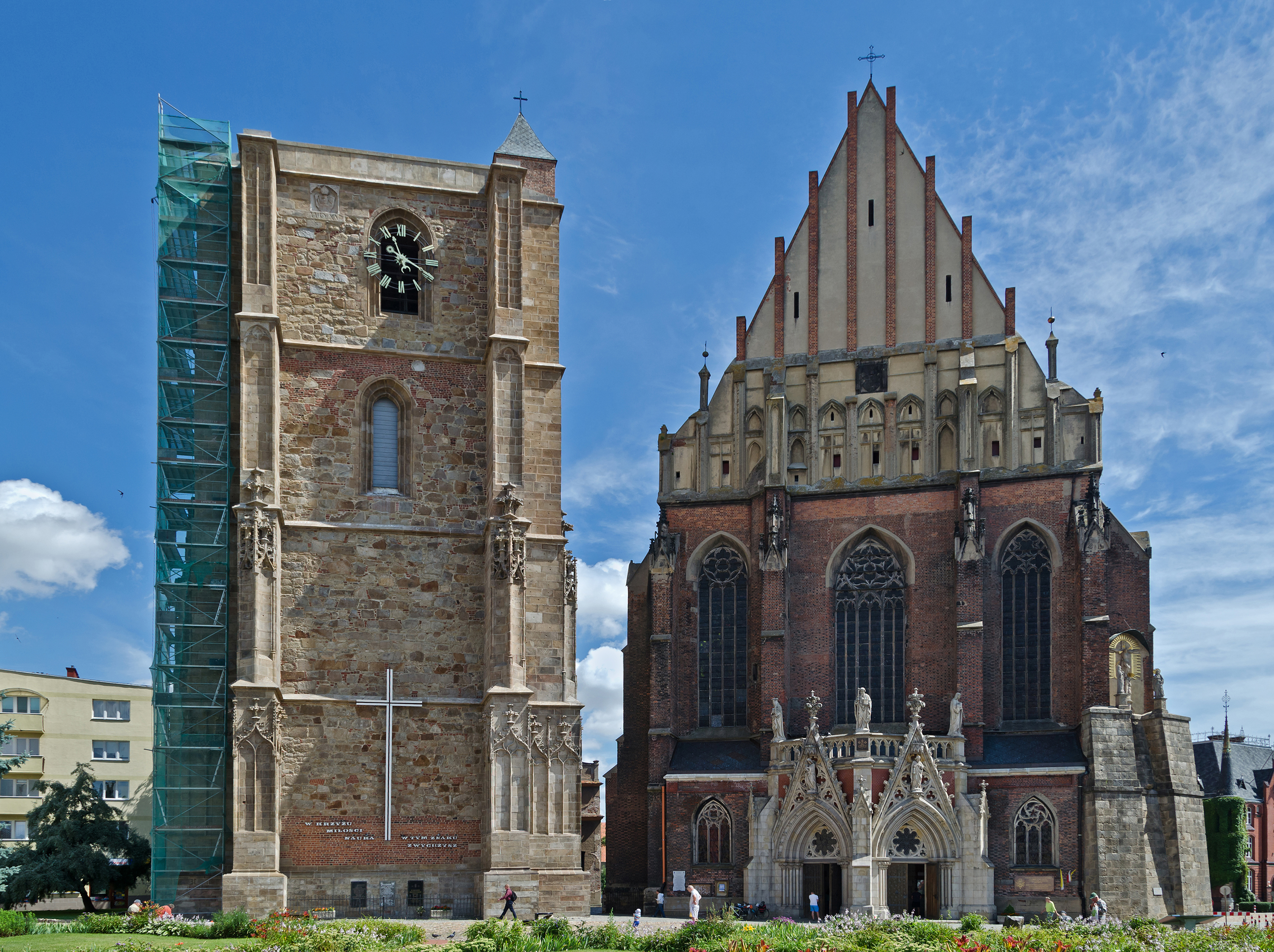
Dzwonnica z bazyliką

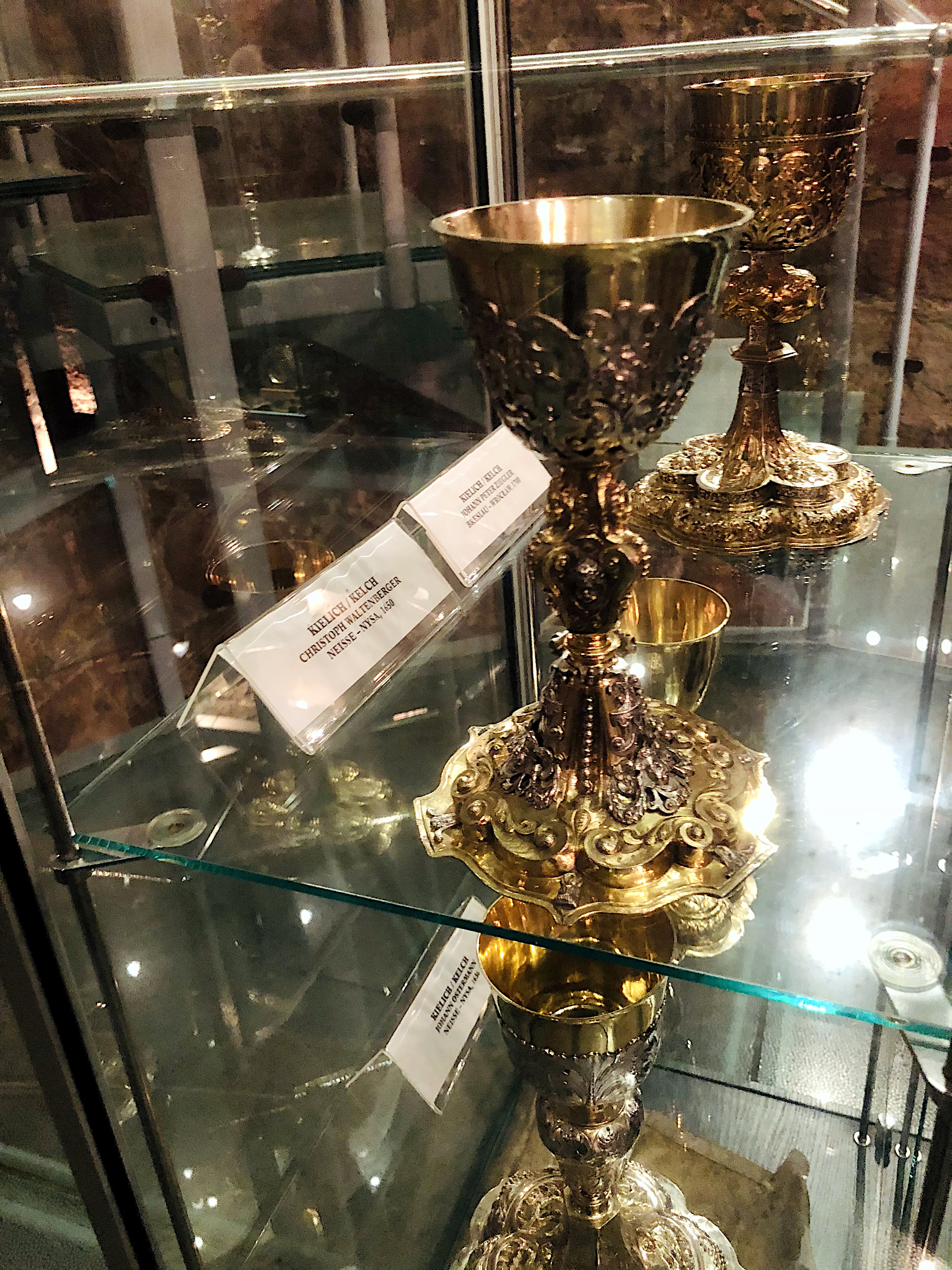
Kielichy wchodzące w skład ekspozycji skarbca znajdującego się w dzwonnicy

Dzwonnica przy bazylice pod wezwaniem św. Jakuba i św. Agnieszki w Nysie – późnogotycka, monumentalna, czterokondygnacyjna wieża o charakterze włoskiej kampanili. Usytuowana w sąsiedztwie północno-zachodniego narożnika kościoła, w odległości około 20 metrów od niego. Jedna z nielicznych ocalałych średniowiecznych wolnostojących dzwonnic w Polsce. Zaliczana do najcenniejszych zabytków Nysy.

## Budynek
Budynek o wysokości 43 metrów, wzorowany częściowo na
wieżach kościelnych katedry wrocławskiej. Został zbudowany na planie kwadratu, z cegły obłożonej kamienną wykładziną.
Przy narożach silnie wzmocniony czterema parami wydatnych, uskokowych
skarp.
Od strony południowo-zachodniej bryłę budynku urozmaica wielobocznie występująca wieżyczka z kamienną klatką schodową, sięgająca aż na taras dzwonnicy. Uwagę zwraca piękna dekoracja rzeźbiarska, dzieło nieznanych nam dzisiaj kamieniarzy.
Na zachodniej ścianie wmurowano płytę kamienną z datą „1512 r.”.

## Dzwony
W latach 1512–1945 wnętrze dzwonnicy zabudowane było drewnianą konstrukcją nośną,
na poszczególnych piętrach wisiały dzwony.

### Święty Jakub
Największy spośród nich to odlany w Nysie w 1494 roku przez ludwisarza Bartłomieja Lindenradta Święty Jakub o masie 8200 kg, średnicy 225 cm, wydający dźwięki w tonacji B. To jeden z najstarszych zachowanych dzwonów Śląska, swymi rozmiarami niewiele ustępował największym dzwonom ówczesnej Europy.
Dokonane przez rząd III Rzeszy rekwizycje w latach 1941–1942 sprawiły, że pozostał on
w dzwonnicy jako jedyny do końca wojny.
Uległ zniszczeniu w 1945 roku podczas pożaru (upadł z wysokości ponad 30 metrów, roztrzaskując się i topiąc). Z jego resztek w latach pięćdziesiątych XX wieku odlano dwa nowe dzwony.

### Święta Anna
Drugim co do wielkości dzwonem była zawieszona na trzeciej kondygnacji Święta Anna o średnicy 1,57 metra, wykonana w 1518 roku, a w 1942 przeniesiona do
Kolonii.

### Inne większe dzwony przed rokiem 1945
- Matura (1545-1942)
- Dzwon zmarłych (1645-1942)
- Stara Matura (1646-1917)
- Święty Franciszek (1890-1917)
- Dzwon Jadwigi (1934-1942)
- Dzwon Chrystusa Króla (1934- 1942)
- Nowa Matura (1937-1942)

### Święty Maciej
Święty Maciej wiszący obecnie w dzwonnicy należał do dzwonów nyskiej wieży ratuszowej, które spadły podczas pożaru. Został przetopiony, na nowo odlany, zrekonstruowano także znajdujące się na nim średniowieczne inskrypcje. Pozostawiono napis z pierwotną datą odlania – 1498.

### Inne większe dzwony po roku 1945
- Ave Maria
- Święta Agnieszka
- Najświętsza Maryja Panna
- Anioł Stróż
- Święty Stanisław Kostka
- Święta Barbara
- Święty Franciszek Ksawery
- Święty Andrzej Bobola
- Święta Monika
- Święty Jacek
- Święty Józef
- Święty Stanisław Biskup

### Stan obecny
Obecnie na czwartej kondygnacji znajduje się dziewięć dzwonów oraz zegar z kurantem, ufundowany w 2003 roku.

## Historia
Budowę dzwonnicy rozpoczęto w 1474 roku w okresie panowania biskupa Rudolfa von Rüdesheim (1468-1482). Wstępne projekty zakładały wzniesienie budynku o wysokości 100-120 metrów. Budowniczym pierwszych dwóch kondygnacji był Mikołaj Hirz, mistrz budowlany sprowadzony prawdopodobnie z Nadrenii. Informują o tym zachowane tablice fundacyjne nad wejściem i pod głównym oknem dzwonnicy. Trzecią kondygnację ukończono w roku 1493 podczas rządów biskupa Jana IV Rotha (1482-1506). Budowa trwała nadal z przerwami aż do roku 1548, jednak nigdy nie została ukończona. W 1516 roku wzniesiono jeszcze czwartą kondygnację z fundacji kolejnego biskupa Jana Thurzo
(1506-1520).
Nastąpiły jednak wówczas poważne trudności. Kryzys monetarno-gospodarczy spowodował niedobór funduszy na kontynuowanie inwestycji. Ponadto zmieniły się kanony estetyczne – gotyk ustępował miejsca architekturze renesansowej. Rozstrzygającym powodem zakończenia budowy była jednak niestabilność gruntu, znacznie większa niż pierwotnie przewidywano. Wieża zaczęła osiadać i niebezpiecznie się przechylać. W takiej sytuacji zdecydowano o zakończeniu prac i przykryto 43-metrową budowlę dachem, mimo że dzwonnica była trzykrotnie niższa niż planowano. Pierwotnych zamierzeń nigdy potem nie próbowano zrealizować.
Zgromadzone już materiały na piątą i szóstą kondygnację przeznaczono w połowie XVI wieku
na budowę kamiennego mostu niedaleko Bramy Wrocławskiej. Ruiny filarów tego mostu można oglądać do dziś na rzece Nysie Kłodzkiej, pomiędzy mostem kolejowym a progiem wodnym przy kościele św. Elżbiety.
Dzwonnica od pięciu stuleci niemal nieprzerwanie pełni swą podstawową funkcję.
Ponadto w XIX wieku istniało w niej obserwatorium astronomiczne.
Największym kataklizmem dla tego zabytku okazała się II wojna światowa. Najpierw
w latach 1941–1942 zarekwirowano wszystkie dzwony z wyjątkiem Świętego Jakuba, a potem i on uległ zniszczeniu w 1945 roku podczas walk o miasto.
W latach pięćdziesiątych następuje odbudowa wypalonego wnętrza dzwonnicy. Zrekonstruowano wówczas drewnianą więźbę i zawieszono na niej nowe dzwony.
Od 2009 roku systematycznie prowadzona jest renowacja elewacji, połączona z rekonstrukcją gotyckich zdobień.

## Skarbiec św. Jakuba
Na pierwszych trzech kondygnacjach urządzono galerię z ekspozycją tzw. Skarbu św. Jakuba.
W nowocześnie urządzonym wnętrzu stoją gabloty z cennymi zabytkowymi dziełami
sztuki złotniczej. Zgromadzono tutaj unikatowe, odnalezione pod prezbiterium kościoła św. Jakuba i w piwnicy plebanii wyroby nyskich złotników, przede wszystkim wyroby artystyczne miejscowej sztuki sakralnej, a także
ornaty, meble i inne eksponaty.

## Zegar, krzyż i tablice pamiątkowe
Na zachodniej ścianie dzwonnicy znajdują się:
- zegar z kurantem i podświetleniem diodowym, umieszczony w 2003 roku
- krzyż i napisy „W krzyżu miłości nauka” oraz „W tym znaku zwyciężysz”
- tablica pamiątkowa dla upamiętnienia półwiecza od powołania Armii Krajowej i w hołdzie poległym żołnierzom tej formacji zbrojnej, uroczyście odsłonięta dnia 15 września 1991 r.
- tablica okolicznościowa w hołdzie pomordowanym rodakom wmurowana i odsłonięta dnia 30 listopada 2003 r. dla uczczenia sześćdziesiątej rocznicy masowych mordów Polaków na Wołyniu i Kresach Południowo-Wschodniej Polski przez UPA i OUN